# الخروج 8
إكزت 8 أو الخروج 8 (بالإنجليزية: The Exit 8)‏، هي لعبة فيديو يابانية مستقلة، من نوع ألغاز ورعب البقاء، وهي من تطوير ونشر كوتايك كُريِت، صدرت اللعبة على متجر ستيم بتاريخ 29 نوفمبر 2023، والتي تعمل على المنصات: مايكروسوفت ويندوز ونينتندو سويتش وميتا كويست وبلاي ستيشن 4 وبلاي ستيشن 5.

## طريقة اللعبة
يتوجب على اللاعب السير للأمام، وهذه اللعبة تحتوي على 8 محاولات يجب اجتيازها وأن يصل إلى المخرج النهائي إلى بر الآمان، وأن يتأكد من عدم وجود حالات شاذة، مثل وجه الرجل الذي يمشي بسرعة فجأة، أو ملصق العينين التي تراقبك، وإن وجدت حالة شاذة في مثل هذا النوع، عليه العودة للوراء لكي يصل إلى الخروج النهائي بأمان.